# Agonum viduum
Agonum viduum — вид жужелиц из подсемейства Platyninae. Встречаются в странах Европы (кроме Андорры, Монако, Сан-Марино, Ватикана и островов) и в Казахстане.

## Описание
Жук длиной от 7,7 до 9,6 мм, чёрный, верх, особенно надкрылья, с бронзовым, зелёным или синим блеском. Промежутки надкрылий обычно сильно выпуклые.

## Экология
Встречается по берегам водоёмов.